# 甲突川

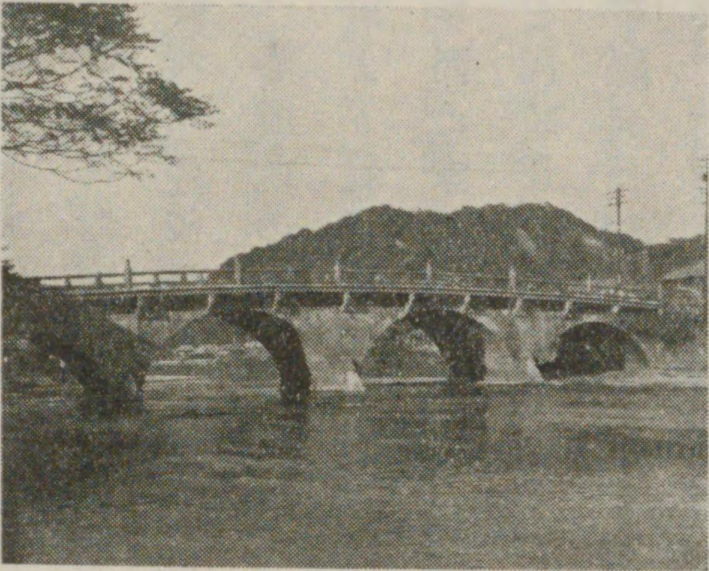
かつて甲突川に架かっていた「西田橋」（1940年代撮影）

甲突川五石橋の現存時の位置図。×印は8.6水害で崩落・流出した石橋。また×印がない橋は石橋記念公園に移設保存されている。

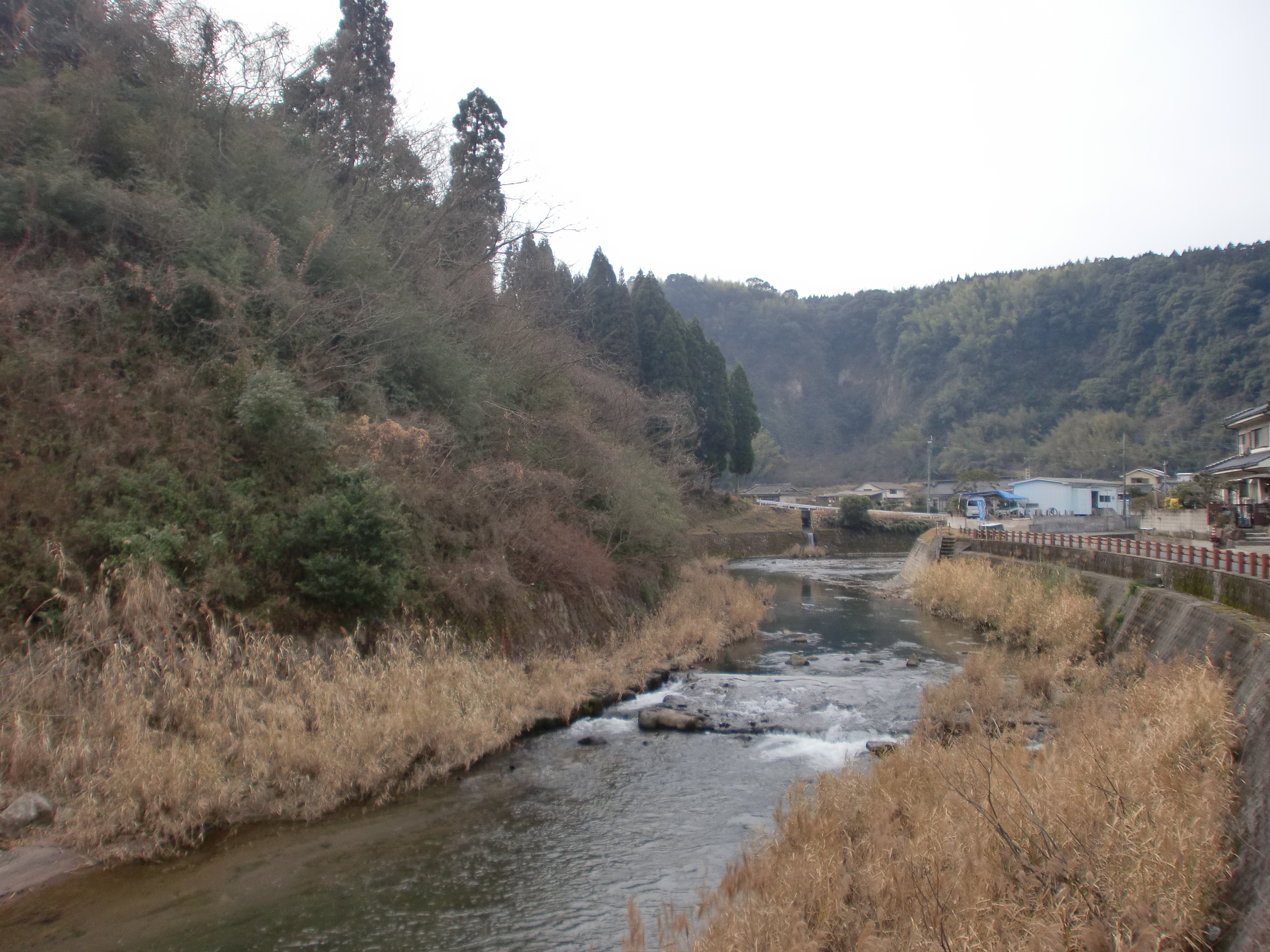
甲突川の中流域（鹿児島市小山田町）

甲突川（こうつきがわ）は、鹿児島県の薩摩半島を流れる甲突川水系の本流で、二級河川。

## 地理

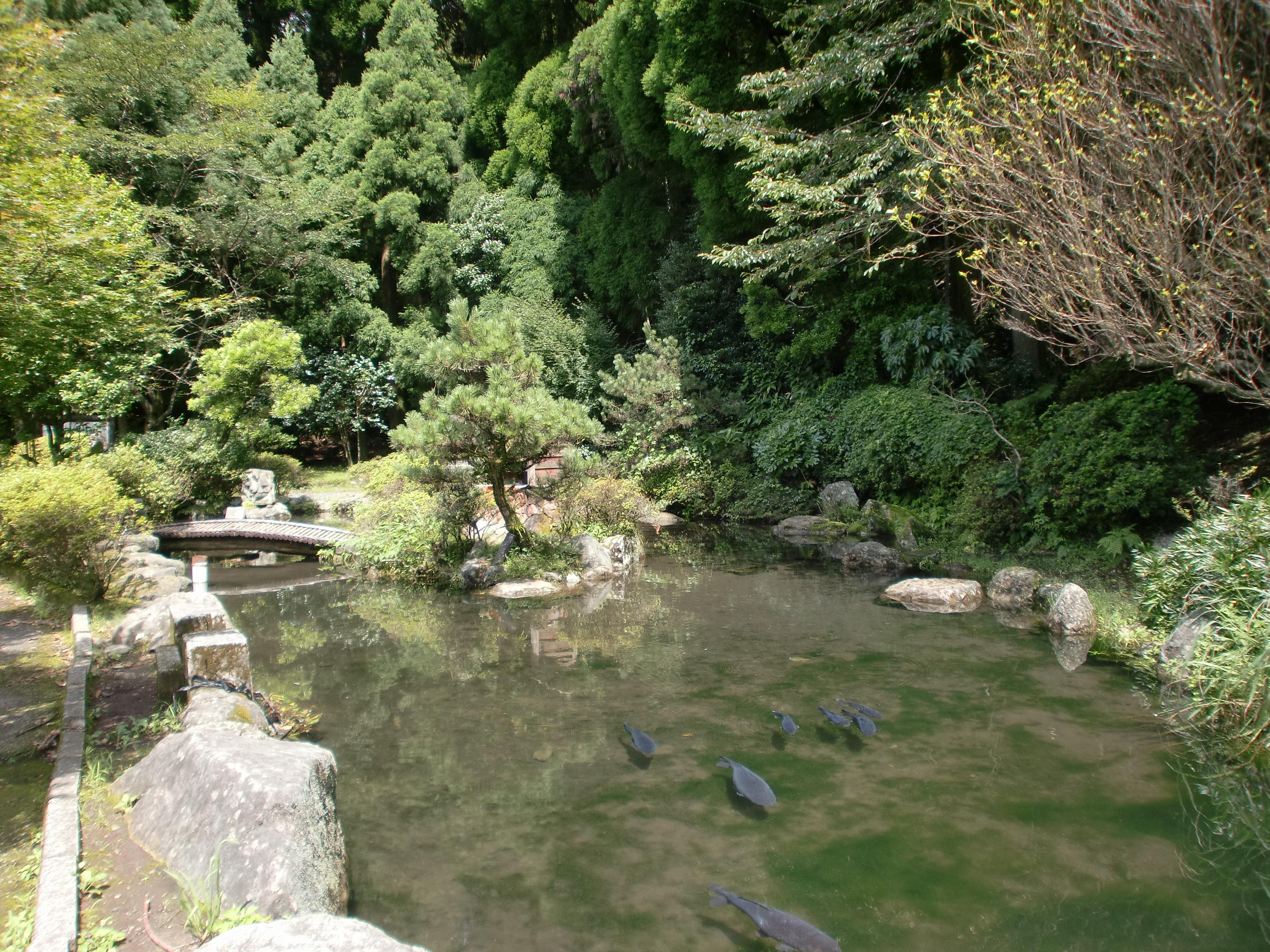
源流にある甲突池

鹿児島市郡山町にそびえる八重山（標高676.8m）中腹の甲突池から発し、南東に流れ、鹿児島市街地を南北に分けながら鹿児島湾（錦江湾）に注ぐ。
鹿児島城築城の際、甲突川を鹿児島城の外堀と位置付けた。
1883年（明治16年）8月に、現在のインドネシアにあるクラカタウの大噴火による津波が本河川にも押し寄せた。

## 災害の歴史
流域がシラス台地となっているため、流入するシラスにより河川の断面が減少し水害に遭いやすい特徴がある。
- 1917年
- 1993年8月6日 梅雨前線豪雨災害 浸水家屋12,000戸以上（8.6水害）。五石橋と呼ばれた橋のうち2つが流失した。流出を免れた3つの石橋は石橋記念公園に移設保存されている。

石橋記念公園に保存されている3つの石橋

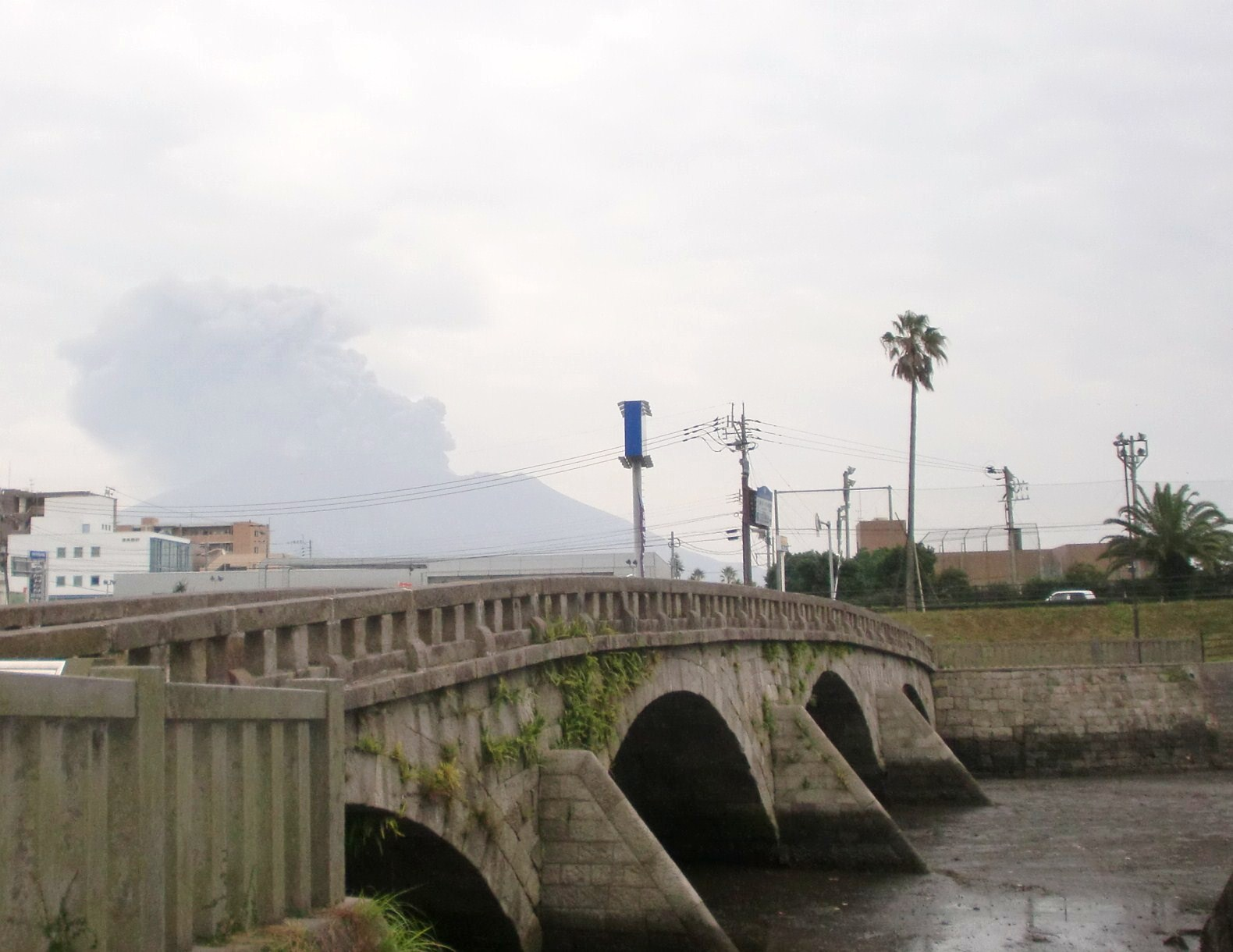
玉江橋
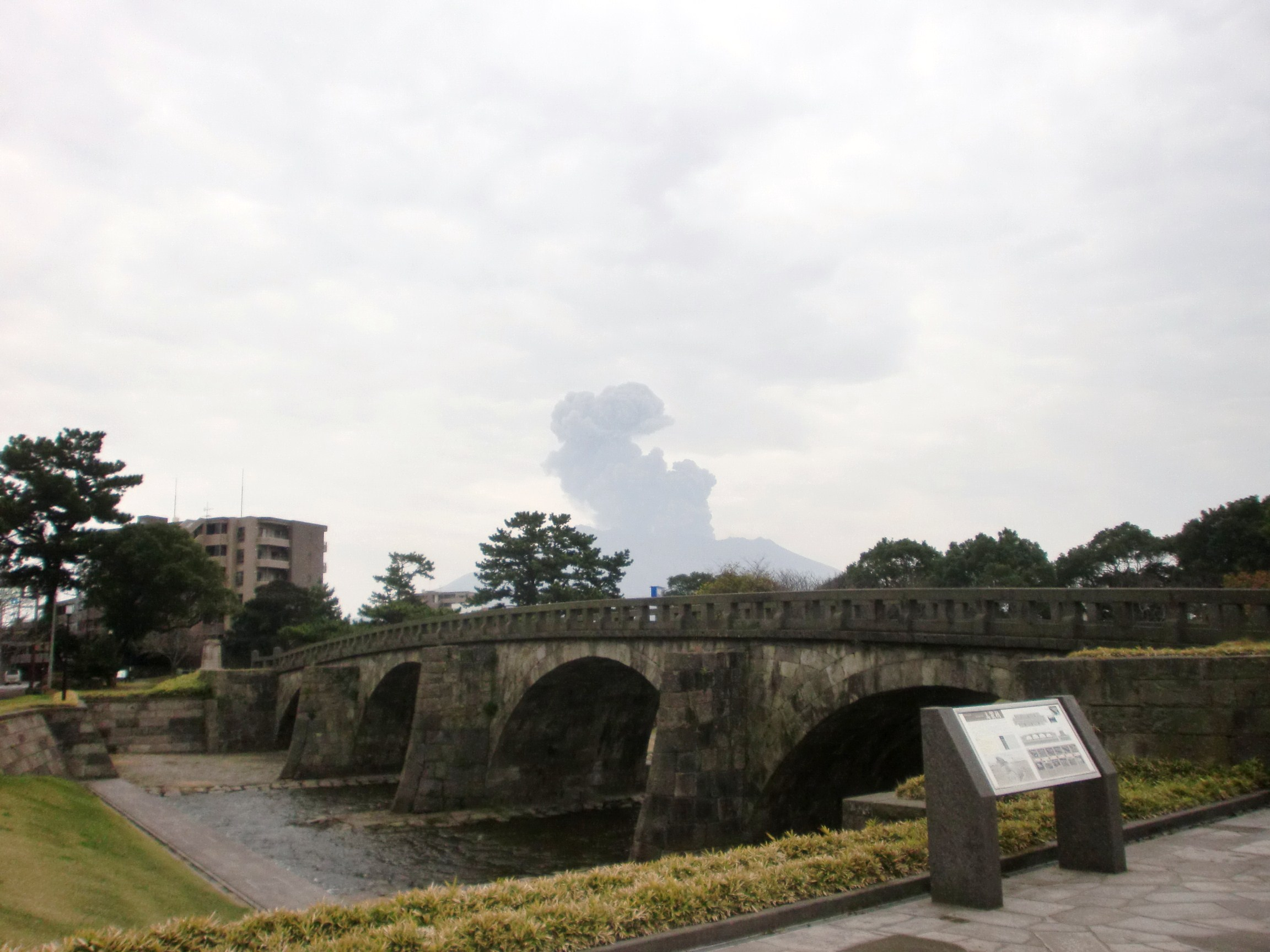
高麗橋
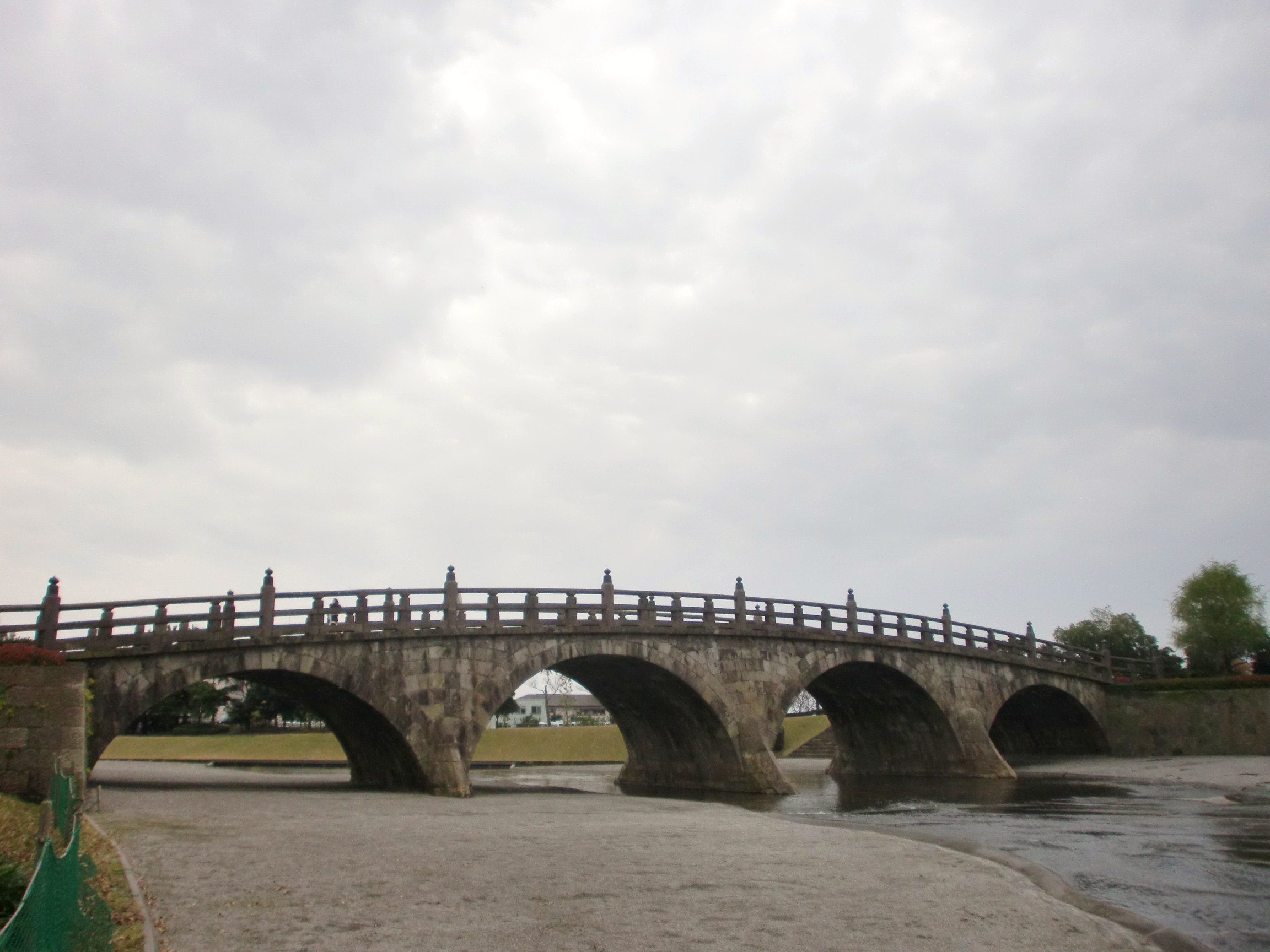
西田橋

## 主な支流
- 山崎川
- 花野川
- 雑田川
- 油須木川

## 主な橋梁
- 岩崎橋（鹿児島県道206号徳重横井鹿児島線）
- 玉江橋（鹿児島市道） - 1993年の8.6水害までは石橋であった
- 新上橋（鹿児島市道） - 1993年までは石橋。1993年の8.6水害により石橋が崩壊
- 平田橋（鹿児島市道）
- 西田橋（鹿児島県道24号鹿児島東市来線） - 1993年の8.6水害までは石橋であった
- 高見橋（鹿児島県道21号鹿児島中央停車場線、鹿児島市電第二期線）
- 高麗橋（都市計画道路高麗通線） - 1993年の8.6水害までは石橋であった
- 武之橋（鹿児島県道20号鹿児島加世田線、鹿児島市電第一期線） - 1993年までは石橋。1993年の8.6水害により石橋が崩壊
- 天保山大橋（国道225号）
- 天保山シーサイドブリッジ（鹿児島港臨港道路）

## 流域の自治体
鹿児島県
鹿児島市

## 並行する交通

### 道路
- 国道328号
- 国道3号

## 流域の観光地
- かごしま健康の森公園
- 大久保利通像
- 維新ふるさと館
- 甲突川五石橋

現在は石橋記念公園に移築。